# Trictenotomidae
Trictenotomidae es una pequeña familia de coleópteros polífagos. La familia es conocida sólo en el sudeste asiático. Hay 13 especies descritas. A pesar de que estos escarabajos son muy grandes y notables se sabe poco acerca de ellos. Las larvas de las especies conocidas viven bajo la corteza de árboles muertos, y se cree que esto también se aplica a otras especies. Los adultos son robustos con grandes mandíbulas. Pueden parecerse a ciertos miembros de Cerambycidae o Lucanidae, pero se distinguen de estos por la forma de la cabeza y por los tarsos de las patas con cinco segmentos o artejos en los dos primeros pares y solo cuatro en el último par (fórmula 5,5,4).

## Géneros
Incluye los siguientes géneros y especies:
- Género Autocrates J. Thomson, 1860
  - Autocrates aeneus Parry, 1847
  - Autocrates maqueti Drumont, 2006
  - Autocrates obertheuri Vuillet, 1910
  - Autocrates ivanovi Drumont, 2016
  - Autocrates vitalisi Vuillet, 1912

- Género Trictenotoma Gray, 1832
  - Trictenotoma childreni Gray, 1832
  - Trictenotoma cindarella Kreische, 1921
  - Trictenotoma davidi Deyrolle, 1875
  - Trictenotoma formosana Kreische, 1920
  - Trictenotoma grayi Smith, 1851
  - Trictenotoma lansbergi Dohrn, 1882
  - Trictenotoma mniszechi Deyrolle, 1875
  - Trictenotoma mouhoti Deyrolle, 1875
  - Trictenotoma pollocki Telnov & Drumont, 2020[4]
  - Trictenotoma templetoni Westwood, 1848
  - Trictenotoma westwoodi Deyrolle, 1875